# Francisco Sandaza
Francisco Sandaza (sinh ngày 30 tháng 11 năm 1984) là một cầu thủ bóng đá người Tây Ban Nha.

## Sự nghiệp câu lạc bộ
Francisco Sandaza đã từng chơi cho FC Tokyo.